# فریتز زبیندن
فریتز زبیندن (انگلیسی: Fritz Zbinden; ۲۸ ژوئیهٔ ۱۹۲۲ – ۱۵ ژوئن ۱۹۸۳) دوچرخه‌سوار اهل سوئیس بود.